# Star Valley Ranch, Wyoming
Star Valley Ranch är en småstad (town) i Lincoln County i västra Wyoming i USA. Staden fick kommunalt självstyre 2005 och hade 1 503 invånare vid 2010 års folkräkning, en fördubbling från år 2000.

## Geografi
Star Valley Ranch ligger i Star Valley, på östra sidan av Salt Rivers dalgång. Staden gränsar i öster direkt till naturreservatet Bridger-Teton National Forest.